# Bière de la Rade
La Bière de la Rade est une gamme de bière (ambrée, blanche blonde et stout) brassée en 2015 par la brasserie artisanale française « Brasseur du Sud » (Charles Doerr et Simon Chevillot) à Toulon. Elle titre 
de 4,5 à 5,5 degrés.

## Histoire
Charles Doerr et Simon Chevillot sont deux amis d'enfance natifs de Toulon, qui après avoir travaillé lors de tournées ou festivals de musique dans la région sont devenus amateurs de bière. La ville de Toulon étant dépourvue de sa bière locale les deux amis ont décidé de proposer une bière artisanale. Après avoir perfectionné leurs techniques dans les écoles de formation brassicole, à Douai et à Nancy, ils lancent pendant l'été 2015 leur bière sous le nom de la Bière de la Rade . La brasserie est inaugurée le 1er avril 2016 dans le quartier du Champ de Mars de Toulon . Un pub doit ouvrir prochainement à Toulon .

## Bières
La gamme compte quatre bières : une blonde dite La Girelle, une ambrée (IPA) dite La Rascasse, une blanche dite La Dorade et La Murène une stout à l'anglaise .

### La Girelle
La Girelle, produite depuis 2015 à Nîmes et commercialisée aux alentours, est la première bière du groupe. C'est une bière blonde à 5 degrés.
Bière rebaptisée en Censurée.

### La Rascasse
La Rascasse est produite et commercialisée à partir d'avril 2016 dans le nouveau lieu de production de Toulon. C'est une bière ambrée à 5,5 degrés.

### La Daurade
La Daurade est une bière blanche à 4,5 degrés.

### La Murène
La Murène est la dernière bière du groupe commercialisée à partir de mars 2017. C'est une stout à l'anglaise, bière noire avec une mousse bien crémeuse à 5 degrés..

### La Barrac'
La Barrac' est une IPA  qui a été développée en collaboration avec G.P. Pelizzaro. C'est une bière à 7 degrés.

### La Torpille
La Torpille est une IPA  à 4 degrés.

### L'Amer à boire
L'Amer à boire est une bière légère et fraîchement houblonnée créée pour l’association ZEA (Nation Océan).

## Micro-brasserie
Depuis 2016, l'entreprise établie à la fois son lieu de production et un espace d’accueil dans le quartier de Saint-Jean-du-Var, près de la porte des Oliviers à l'est du centre-ville de Toulon. Une consommation sur place et une visite des installations est possible. En mai 2016, des ateliers pour fabriquer sa bière sont lancés.